# پارال (ایالت چی‌واوا)
پارال (به اسپانیایی: Parral, Chihuahua) از شهرهای کشور مکزیک است که در ایالت چی‌واوا قرار دارد و جمعیت آن طبق سرشماری سال ۲۰۱۰ میلادی ۱۰۴٬۸۳۶ نفر بوده است.